# Élections législatives de 1881 en Indre-et-Loire
Les élections législatives de 1881 ont eu lieu les 21 août et 4 septembre 1881.

## Résultats par arrondissement

### Arrondissement de Chinon
| Candidats      | Candidats      | Étiquette           | Premier tour | Premier tour |
| Candidats      | Candidats      | Étiquette           | Voix         | %            |
| -------------- | -------------- | ------------------- | ------------ | ------------ |
|                | Léon Joubert   | Gauche républicaine | 12 938       | 100,00       |
|                |                |                     |              |              |
| Inscrits       | Inscrits       | Inscrits            | 25 094       | 100,00       |
| Votants        | Votants        | Votants             | 18 366       | 73,19        |
| Abstention     | Abstention     | Abstention          | 6 728        | 26,81        |
| Blancs et nuls | Blancs et nuls | Blancs et nuls      | 5 428        | 29,55        |
| Exprimés       | Exprimés       | Exprimés            | 12 938       | 70,45        |

### Arrondissement de Loches
| Candidats      | Candidats      | Étiquette           | Premier tour | Premier tour |
| Candidats      | Candidats      | Étiquette           | Voix         | %            |
| -------------- | -------------- | ------------------- | ------------ | ------------ |
|                | Daniel Wilson  | Gauche républicaine | 11 088       | 100,00       |
|                |                |                     |              |              |
| Inscrits       | Inscrits       | Inscrits            | 19 491       | 100,00       |
| Votants        | Votants        | Votants             | 13 109       | 67,26        |
| Abstention     | Abstention     | Abstention          | 6 382        | 32,74        |
| Blancs et nuls | Blancs et nuls | Blancs et nuls      | 2 021        | 15,42        |
| Exprimés       | Exprimés       | Exprimés            | 11 088       | 84,58        |

### Arrondissement de Tours

#### 1recirconscription
| Candidats      | Candidats               | Étiquette          | Premier tour | Premier tour |
| Candidats      | Candidats               | Étiquette          | Voix         | %            |
| -------------- | ----------------------- | ------------------ | ------------ | ------------ |
|                | Antoine-Dieudonné Belle | Union républicaine | 10 751       | 60,00        |
|                | De Biencourt            | Monarchiste        | 4 481        | 25,01        |
|                | Richard                 | Socialiste         | 2 687        | 14,99        |
|                |                         |                    |              |              |
| Inscrits       | Inscrits                | Inscrits           | 24 165       | 100,00       |
| Votants        | Votants                 | Votants            | 18 366       | 76,00        |
| Abstention     | Abstention              | Abstention         | 5 799        | 24,00        |
| Blancs et nuls | Blancs et nuls          | Blancs et nuls     | 447          | 2,43         |
| Exprimés       | Exprimés                | Exprimés           | 17 919       | 97,57        |

#### 2ecirconscription
| Candidats      | Candidats       | Étiquette       | Premier tour | Premier tour | Deuxième tour | Deuxième tour |
| Candidats      | Candidats       | Étiquette       | Voix         | %            | Voix          | %             |
| -------------- | --------------- | --------------- | ------------ | ------------ | ------------- | ------------- |
|                | Armand Rivière  | Gauche radicale | 9 770        | 44,22        | 11 388        | 63,73         |
|                | Alfred Tiphaine | Républicain     | 5 877        | 36,39        |               |               |
|                | Faré            | Bonapartiste    | 4 248        | 19,39        | 6 482         | 36,27         |
|                |                 |                 |              |              |               |               |
| Inscrits       | Inscrits        | Inscrits        | 26 327       | 100,00       | 26 310        | 100,00        |
| Votants        | Votants         | Votants         | 20 115       | 76,40        | 18 266        | 69,43         |
| Abstention     | Abstention      | Abstention      | 6 212        | 23,60        | 8 044         | 30,57         |
| Blancs et nuls | Blancs et nuls  | Blancs et nuls  | 130          | 0,65         | 396           | 2,17          |
| Exprimés       | Exprimés        | Exprimés        | 19 985       | 99,35        | 17 870        | 97,83         |